# 김지훈 (1979년생 트레이너 선수)
김지훈(1979년 ~ )은 대한민국의 트레이너 선수이자 배우이다.

## 개요
대한민국 복싱 선수 출신이자 현직 복싱 트레이너. 빅펀치 복싱 클럽의 관장 중 한명으로 마동석의 복싱 트레이너이기도 하다.
현직 배우로도 활동하고 있다. 단역으로 다양한 영화에 출연했으며 오랜만에 출연하는 영화 범죄도시4에서 메인 빌런 백창기의 오른팔 조 부장으로 이름을 알렸다.

## 출연 작품

### 드라마
| 연도   | 방송사 | 제목                 | 연출   | 배역 | 비고 |
| ------ | ------ | -------------------- | ------ | ---- | ---- |
| 2006년 | KBS1   | 대하드라마 서울 1945 | 이정섭 |      | 단역 |

### 영화
2010년대 영화는 출연하지 않았다.
| 연도     | 연도   | 제목                    | 배역          | 감독   | 비고                                                                                   | 일본어 더빙     |
| -------- | ------ | ----------------------- | ------------- | ------ | -------------------------------------------------------------------------------------- | --------------- |
| 1980년대 | 1980년 | 협객 시라소니           |               | 이혁수 | 주연                                                                                   |                 |
| 1990년대 | 1999년 | 얼굴                    |               | 신승수 | 단역                                                                                   |                 |
| 2000년대 | 2001년 | 친구                    | 주번 학생     | 곽경택 | 단역                                                                                   |                 |
| 2000년대 | 2002년 | 해적, 디스코 왕 되다    | 황제 기도 3   | 김동원 | 단역                                                                                   |                 |
| 2000년대 | 2003년 | 맛있는 섹스 그리고 사랑 | 맞선남        | 봉만대 | 조연                                                                                   |                 |
| 2000년대 | 2004년 | 까불지마                | 청년          | 오지명 | 단역                                                                                   |                 |
| 2000년대 | 2005년 | 주먹이 운다             | 젊은 남자     | 류승완 | 단역                                                                                   |                 |
| 2000년대 | 2005년 | 사랑니                  | 학원 남학생 1 | 정지우 | 단역                                                                                   |                 |
| 2000년대 | 2006년 | 로망스                  | 경찰 3        | 문승욱 | 단역                                                                                   |                 |
| 2000년대 | 2006년 | 플라이 대디             | 조상민        | 최종태 | 조연                                                                                   |                 |
| 2000년대 | 2006년 | 부산                    | 과거 태석파 3 | 박지원 | 단역                                                                                   |                 |
| 2020년대 | 2024년 | 범죄도시4               | 조지훈        | 허명행 | 인간말종 3. 이 영화의 백창기의 오른팔이자 더블 최종 보스격 중간 보스 조연, 첫 천만영화 | 이와카와 타쿠고 |

### 예능
| 연도   | 제목            |
| ------ | --------------- |
| 2009년 | 다이어트 워 3   |
| 2010년 | 다이어트 워 4   |
| 2011년 | 다이어트 워 5   |
| 2012년 | 다이어트 워 6   |
| 2013년 | 다이어트 마스터 |
| 2019년 | 오늘부터 1일    |

## 도서
- 12주 보디 디자인 혁명
- 윗몸일으키기 딱 100개
- 다이어트 마스터
- 오늘부터 1일 (Day 1)

## 관련활동

#### 2008년
- 논문 - 여성들의 이종격투기 관람태도 형성과정과 요인에 관한 근거 이론적 분석 한국체육학회지

#### 2011년
- 번역서 팔굽혀펴기 딱 100개